# Kazo (Sektor)
Kazo ist ein Sektor innerhalb des Distrikts Ngoma in der Ostprovinz von Ruanda.

## Geographie
Der Sektor Kazo hat eine Fläche von 70,1 km² und liegt auf einer Höhe von etwa 1530 m. Er setzt sich aus den fünf Zellen Birenga, Gahurire, Karama, Kinyonzo und Umukamba zusammen. Angrenzende Sektoren sind Rurenge im Norden, Kibungo im Nordosten, Murama im Osten, Mutenderi im Süden, Sake im Südwesten und Gashanda im Nordwesten.

## Bevölkerung
Nach Stand der Volkszählung von 2022 liegt die Einwohnerzahl bei 32.450. Zehn Jahre zuvor waren es 27.318, was einem jährlichen Bevölkerungszuwachs von 1,7 Prozent zwischen 2012 und 2022 entspricht.

## Verkehr
Durch den Sektor führt in Nord-Süd-Richtung die District Road 66. Im Norden trifft diese auf die Nationalstraße 6, die nach Kibungo führt. Beide Straßen sind jedoch Stand 2022 nicht asphaltiert.